# Бои в Алеппо (2012—2016)
Битва за Алеппо (араб. معركة حلب‎) — вооружённое противостояние за контроль над городом Алеппо и его окрестностями, развернувшееся в 2012—2016 годах в ходе гражданской войны в Сирии.
Первоначально проходило преимущественно между повстанцами умеренных оппозиционных группировок и правительственными войсками, а также курдскими боевиками из Отрядов народной самообороны. Постепенно среди антиправительственных сил всё большую роль стали играть радикальные исламистские группировки, в том числе Фронт ан-Нусра и «Исламское государство», а в войну на стороне правительства вступили многочисленные союзные вооружённые группировки (в основном шиитские боевики из Ливана, Ирака и Афганистана), а также военные советники из Ирана. После начала в сентябре 2015 года своей военной операции в Сирии, к событиям в Алеппо присоединилась Россия, начавшая наносить авиационные и ракетные удары по повстанческим и террористическим группировкам.
Будучи крупнейшим городом страны по населению и до войны считавшийся «экономической столицей Сирии», Алеппо рассматривался сторонами конфликта и экспертами как имеющий большое стратегическое и политическое значение, а сами бои за него как решающая часть войны. Это обусловило затяжной и ожесточённый характер боевых действий, которые привели к массовым разрушениям городской инфраструктуры и большим потерям среди мирного населения.
Атаковав город летом 2012 года, повстанческие группировки довольно быстро захватили примерно 40 % его территории. Однако их дальнейшее продвижение было остановлено, и в 2012—2013 годах ситуация носила тупиковый характер. 

В 2014—2015 годах сирийская армия, поддержанная союзными ополченцами и иранскими военнослужащими, провела серию успешных операций, заложивших основу для будущего окружения и штурма города. 

В феврале 2016 года сирийская армия в ходе успешного наступления окружила Алеппо с севера, отрезав боевиков в городе от снабжения со стороны турецкой границы. 

В ходе летней кампании 2016 года армия завершила полное окружение города и начала его осаду. 

15 ноября 2016 года, при поддержке массированных российских авиационных и ракетных ударов, сирийская армия начала финальное наступление по захвату оставшейся (восточной) части города, через месяц приведшее к коллапсу обороны боевиков и переходу города под контроль правительства. К середине декабря город был полностью занят правительственными войсками, после ожесточеного штурма.

## Предшествующие события
Дестабилизация обстановки в районе Алеппо началась в феврале 2012 года: 10 февраля в центре города были взорваны два заминированных автомобиля, а 14 февраля 2012 в городе была уничтожена группа из 9 вооружённых боевиков. 23 февраля 2012 к северу от города сирийские пограничники вступили в бой с ещё одной группой боевиков, пытавшихся проникнуть в Алеппо.
26 марта в районе Алеппо правительственные силы обнаружили и обезвредили несколько фугасов.
6 апреля 2012 в районе Алеппо были зафиксированы несколько боевых столкновений между правительственными силами и боевиками оппозиции.
18 апреля 2012 в городе прошла несанкционированная антиправительственная демонстрация, а на шоссе Дамаск — Алеппо были зафиксированы несколько нападений боевиков.
21 апреля проникшие в Алеппо боевики обстреляли площадь, были ранены 7 солдат сирийской армии, кроме того, в перестрелке были убиты 5 и ранены 12 гражданских лиц.
5 июня 2012 в районе Алеппо были отмечены боевые столкновения между правительственными силами и боевиками.
1 июля 2012 в Алеппо террорист-смертник взорвал заминированный автомобиль у здания финансового департамента; несмотря на значительный материальный ущерб, погибших и раненых в результате теракта не оказалось.
10 июля правительственные силы предотвратили крупный теракт, ими был обнаружен и обезврежен автомобиль с грузом взрывчатки.

## География
В прессе выделяют следующие районы Алеппо.
Северный «курдский» район Шейх-Максуд (араб. الشيخ مقصود‎). К востоку от него расположен район Хайдария. К югу от Хайдарии расположен район Сакхур (Сахур), который иногда обозначается как «цитадель джихадистов». К западу от Шейх Масуда находится район Ларамун.
В центре Алеппо расположен «христианский» район Сулеймания. Между Шейх-Максудом и Сулейманией находится Ашрафия. К югу от Сулеймании расположен Старый Город. К северо-западу от Старого Города и к юго-западу от Сулеймании находится Джамилия.
На юго-западе расположен район Хамадания. Между Джамилией и Хамаданией расположен район Салах-ад-дин. Южный предел города образует район Шейх Саид. Между Хамаданией и Шейх Саидом расположен район Рамусе (араб. الراموسة‎).
В юго-восточном предместье Алеппо расположен аэропорт Эн-Найраб. В северном предместье Алеппо находится лагерь палестинских беженцев Хандарат. К югу от Хандарата в направлении городского квартала Шейх-Максуд расположена промзона Шкейф. К востоку от Шкейфа находится Овейджа. Северо-западным пригородом Алеппо является Кафр-Хамра.

## Противники

### Правительственные силы/асадиты
Правительственными войсками (представлены 4-й дивизией и Республиканской гвардией) командует полковник Сухель Аль-Хасан. Однако в числе командующих назывались и более крупные чины: бригадные генералы Эззат Мухаммед Хасан и Асеф Мохаммад Кхербек (оба погибли в августе 2016).
Иранская группировка (Корпус Стражей Исламской революции) в Алеппо насчитывала около 2 тыс. солдат и офицеров; в октябре 2015 в боях за Алеппо на стороне войск Асада погиб иранский бригадный генерал Хусейн Хамадани.
Также, Асаду помогала палестинская группировка Бригады Аль-Кудс и ливанская Хезболла, а также курдские силы самообороны.

### Повстанцы/боевики
Правительственным войскам противостояли боевики из группировок Джахбат ан-Нусра, «Джейш аль-Ислам» и «Ахрар аш-Шам». Среди командиров повстанцев назывался Абделла аль-Мухийсни. Также упоминается 1-я дивизия Сирийской свободной армии (командир Мухаммед аш-Шейх) и 16-я (командир полковник Хасан Раджаб).
Численность объединённой группировки повстанцев оценивается в 6-9 тыс. человек. После капитуляции Алеппо из окружения по гуманитарному коридору выехало 9560 боевиков и членов их семей из них собственно боевиков было около 4.5 тыс.

## Ход боевых действий

### 2012 год

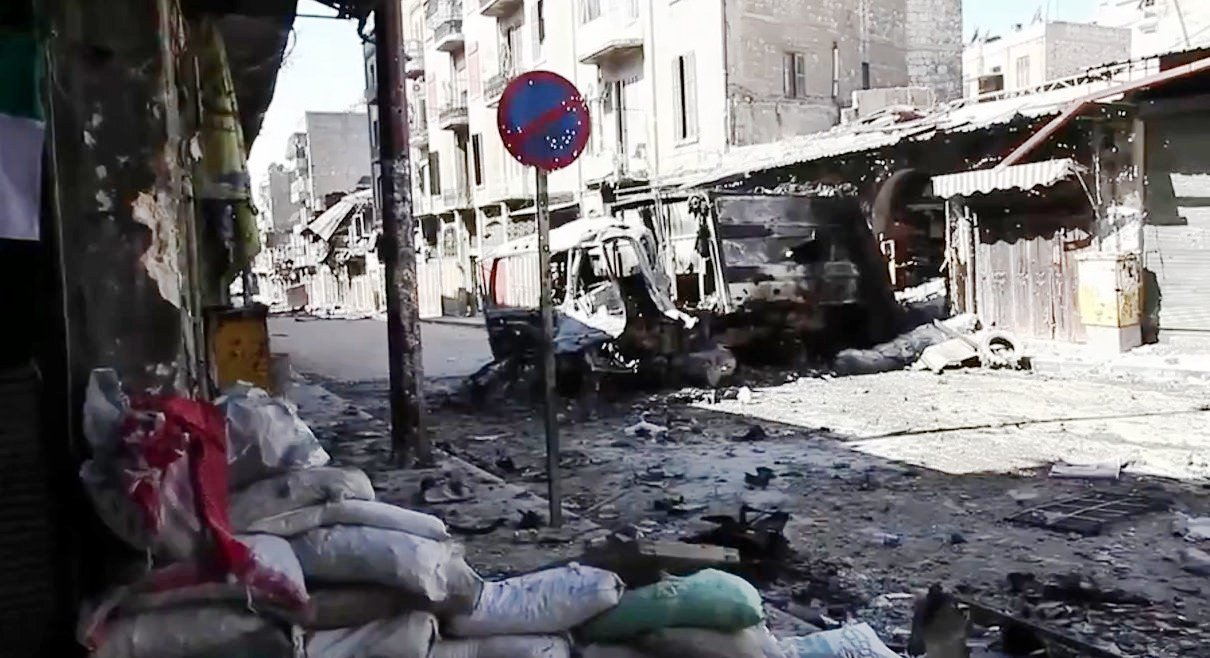
Сожжённые машины на улицах города

19 июля одновременно в нескольких кварталах города (Салах ад-Дин, Азимия, Акрамия и Ард ас-Саббаг) начались уличные бои.
21 июля повстанцы (среди которых была бригада «Лива аль-Таухид») установили контроль за районом Сакхур.
23 июля бои шли в предместьях города, но на северном направлении отрядам оппозиции удалось пробиться в пределы городской черты и начать штурм местной штаб-квартиры органов госбезопасности. Кроме того, повстанцы захватили воинскую учебную часть, расположенную в 10 км к северу от Алеппо.
24 июля из провинции Идлиб к Алеппо были направлены дополнительные части сирийской армии (в том числе бронетехника), а вертолёты начали наносить ракетные удары по целям в городе.
28 июля правительственные войска начали окружение Алеппо, в ходе боевых действий боевики в этом районе понесли потери, правительственные войска захватили большое количество оружия.
1 августа Миссия ООН по наблюдению в Сирии подтвердила, что повстанческая группировка «Свободной сирийской армии» в Алеппо имеет в своём распоряжении тяжёлое оружие, в том числе танки.
- 10 августа сирийская армия вытеснила боевиков из квартала Салах ад-Дин на востоке Алеппо, 11 августа бои переместились в соседний район Суккари. В этот же день бои шли в районе Сейф ад-Дауля и ещё в нескольких кварталах Алеппо[52].
- 16 августа был снят с должности губернатор провинции Алеппо, занимавший этот пост с августа 2011 года[53].
- 17 августа после двух дней боёв армейские спецподразделения завершили «зачистку» квартала Майдан и ликвидировали группировку боевиков в квартале Фирдаус. Кроме того, несколько боевиков (в том числе, снайперы) были уничтожены в Бустан-эль-Баше. В этот же день бои переместились на подступы к Алеппо — в аль-Баб, в 35 км к северо-востоку от города, на шоссе Алеппо — Ахтарин и в местности Сфейра и Дейр-Хафир[54].
- 25 августа правительственные войска заняли кварталы Сейф ад-Дауля и Фирдаус, в этот же день бои продолжались в районе Харейтан и за контроль над шоссе Алеппо — Ракка[55].
- 31 августа боевики атаковали ряд военных баз и аэродромов в окрестностях Алеппо, в частности, авиабазу Расм аль-Абуд. Практически одновременно мятежники напали на авиабазу Абу-эд-Духур у городка Тафтаназ в провинции Идлиб. Представители оппозиции сообщили западным журналистам, что им удалось прорваться в жилой городок, где проживают лётчики, техники и их семьи. Атаки на авиабазы должны были ограничить использование правительственными силами боевых самолётов и вертолётов, для поддержки операций с воздуха[56].

#### Осень
- 2 сентября в районе Бустан аль-Баш правительственные войска уничтожили командный центр оппозиции[57]. 5 сентября правительственные войска начали новый этап спецоперации в Алеппо. Сирийское командование рассчитывало завершить освобождение города от повстанцев в течение ближайших 10 дней[58].
- 10 сентября в квартале Курра Ардия, у городского стадиона и двух госпиталей — «Аль-Хаят» и «Аль-Марказий» взорвался заминированный микроавтобус с тонной взрывчатки. В результате погибли 27 и были ранены 64 мирных граждан, были разрушены здания двух госпиталей, а также школы и расположенных по соседству жилых домов[59]. В этот же день Фронт ан-Нусра совместно с ССА и другими группировками штурмовали казармы правительственных войск Ханано[60].

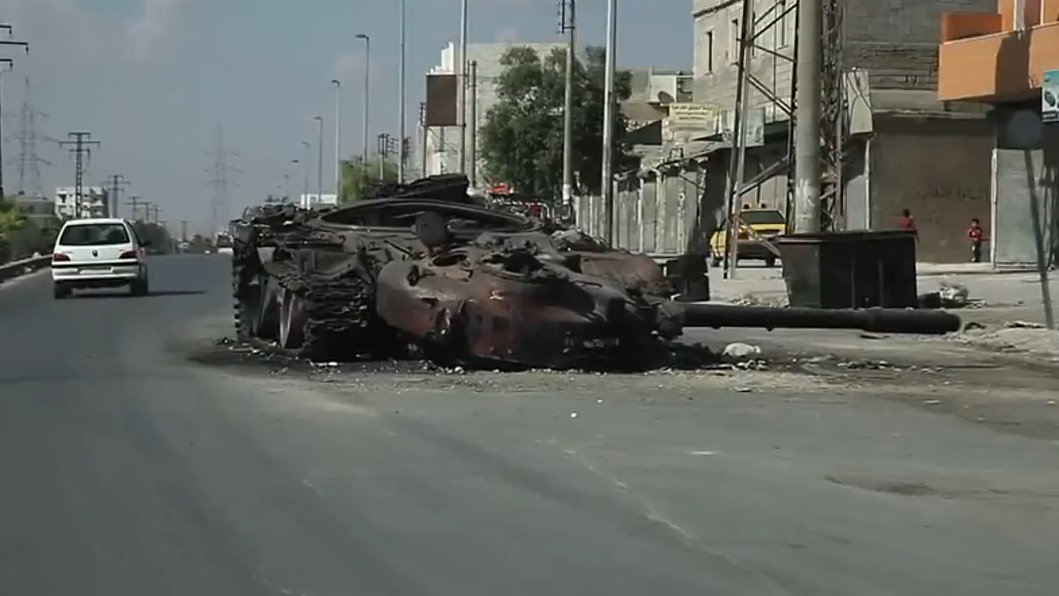
Уничтоженный в Алеппо танк

- 27 сентября боевики объявили о новом наступлении. В 4 часа утра их отряды одновременно атаковали 14 районов города, бои приняли ожесточённый характер[61], в течение дня они заняли несколько кварталов и предприняли попытку продвижения в район, населённый курдами[62].
- 30 сентября на шоссе Мараи — Ахтарин вертолёты сирийских ВВС уничтожили автоколонну сил оппозиции (пять джипов с пулемётами и три грузовика с боевиками), которая шла к Алеппо со стороны турецкой границы[63].
- 1 октября боевики обстреляли ракетами здание мэрии в центре города[64].

По состоянию на 3 октября, правительственные силы удерживали три четверти города.
- 3 октября в центре города, в деловом районе недалеко от площадей Саадуллах аль-Джабири и Баб-Дженин были взорваны три заминированных автомашины, ещё одна была взорвана рядом с муниципальным дворцом и гостиницей «Бэб-Амир»[66]. В результате погибли по меньшей мере 40 человек, свыше 100 получили ранения, пострадали фасады многих зданий, вспыхнули пожары. Ответственность за террористическую атаку взяла на себя группировка «Джебхат-ан-Нусра» («Фронт помощи»), связанная с «Аль-Каидой»[67].

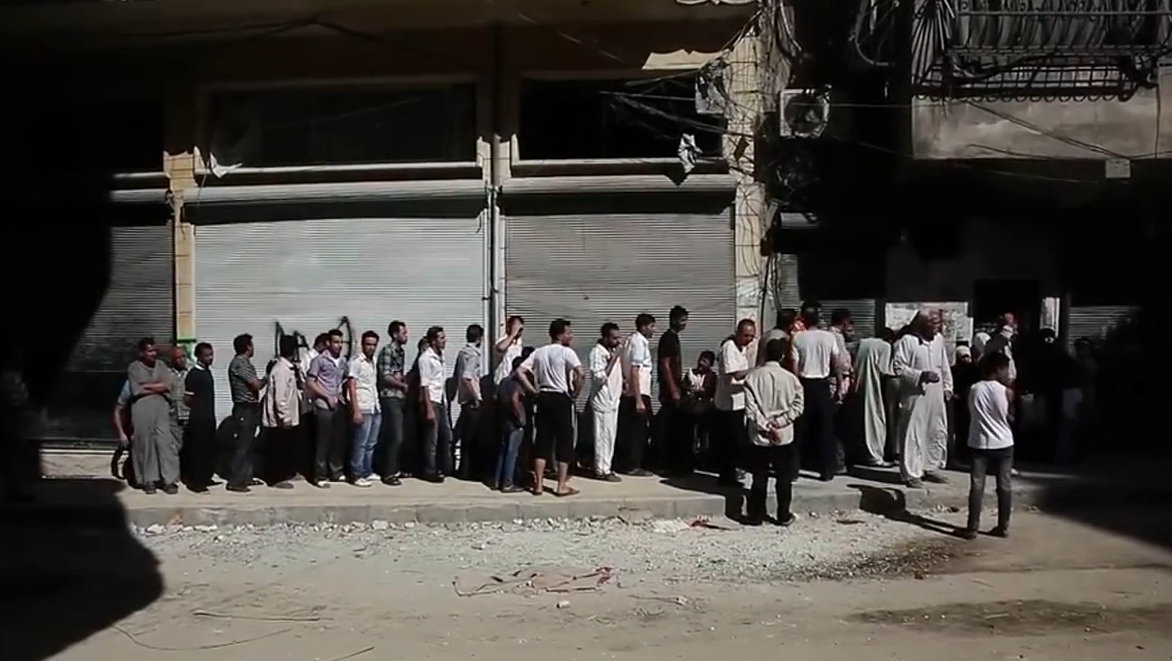
Жители Алеппо в очереди за хлебом

- 9 октября в городском районе Кфар-Халеб был уничтожен батальон наёмников оппозиции «Анхар аль-Хакк», которым командовали Суфьян Фейсал аз-Зубейди (гражданин Катара) и Абу Биляль (гражданин Саудовской Аравии)[68].
- 14 октября правительственная армия освободила мечеть Алеппо, в этот день в старом городе были уничтожены несколько десятков боевиков, 17 джипов с пулемётами и несколько автомашин, которые использовались оппозицией для подвоза боеприпасов и пополнения. В кварталах Масакин — Ханнано и Инзарат была уничтожена группа боевиков с четырьмя ПЗРК и миномётом, в районах Бустан аль-Баша и Баб-Нейраб — ещё 4 миномёта и 14 военно-транспортных средств оппозиции[68].

В дальнейшем, боевики сумели перерезать стратегическое шоссе Дамаск — Алеппо в районе Мааррет-эн-Нумана (60 км от Алеппо), за установление контроля над которым начались ожесточённые бои.
- 24 октября боевики атаковали блокпост в квартале аль-Маади, в этот же день правительственные силы уничтожили 9 джипов с пулемётами, которые пытались прорваться в районы Шейх-Саид, Лирамун и Кастелло[68].
- 28 октября боевики открыли огонь по демонстрации, проведённой жителями города в поддержку правительства и сирийской армии, 1 женщина была застрелена, ещё несколько человек были ранены[68].
- 5 ноября правительственные войска установили контроль над кольцевой развязкой в районе Лирамун, зачистили кварталы Агьюр и Баб аль-Хадид в старом городе и вели бои в квартале Кастель аль-Харами[68].
- 9 ноября армейские спецподразделения провели операцию против командных центров боевиков в Хурейтане и Муслиме, в ходе которой были уничтожены 8 полевых командиров группировки «Джебхат-ан-Нусра» («Фронт победы»)[70]. В этот же день боевики открыли огонь по демонстрации жителей города в поддержку правительственных войск, которая проходила на площади Маружа[71].
- 12 ноября в Алеппо продолжались столкновения в районах Лирамун, Захра и Халеб аль-Джедид[71]. 14 ноября армейские подразделения начали наступление на северную часть города с целью перерезать снабжение группировки боевиков со стороны турецкой границы[71].
- 16 ноября террорист-смертник взорвал себя в заминированном автомобиле перед зданием французской больницы, по меньшей мере 1 человек погиб, ещё 4 были ранены[72].
- 18 ноября в боях в центральной части старого города были уничтожены 117 боевиков, среди которых были граждане Туниса, Ливии и Саудовской Аравии[71].
- 19 декабря в центре города на площади Марджа в результате взрыва заминированной автомашины погибли не менее 40 человек[73].
- 28 декабря боевики пытались окружить армейское подразделение в районе аэродрома[74].

### 2013 год

Соотношение сил в Алеппо на октябрь 2013 года (территория контролируемая повстанцами обозначена зелёным, а правительственными войсками — розовым)

15 января 2013 года на территории университета в Алеппо прогремели мощные взрывы. В результате взрыва погибли 80 и были ранены около 150 человек, среди которых были студенты и беженцы (размещённые на территории университета), обрушились стены трёх этажей одного из университетских общежитий, был причинён значительный ущерб зданию факультета изящных искусств и архитектуры
- 21 января правительственные войска перешли в наступление в южных кварталах города (Салихин и Бустан аль-Каср), а также сорвали попытки боевиков продвинуться в направлении аэродромов Кувейрас и Нейраб. 24 января 2013 правительственные войска вели бои в кварталах Шейх Саид и Шахаддин, а также нанесли точечные удары по позициям боевиков в кварталах Амирия и Лирамун[75].
- 3 февраля армейским патрулём был задержан один из командиров оппозиции Юсуф аль-Марая, уничтожены ещё 4 боевика и автомобиль с крупнокалиберным пулемётом[76].
- 23 февраля в селении Кхан аль-Асаль недалеко от Алеппо мятежники атаковали полицейскую академию и после 8 дней боёв в этом районе, к 3 марта сумели захватить «большую часть» территории академии[77].
- 12 марта сирийские войска и мятежники возобновили бои за международный аэропорт Алеппо, также оппозиция атаковала авиабазы Найраб и Маннах недалеко от аэропорта[78].

По сообщениям правительственного агентства SANA, 19 марта в районе Алеппо боевики применили химическое оружие, выпустив из района Нейраб содержащую химические вещества ракету по району Хан аль-Асаль.
В свою очередь, повстанцы обвинили в химической атаке правительственные войска.
В результате этой атаки погибли 15 человек, большинство из которых — мирные жители. В дальнейшем, количество погибших увеличилось до 16 человек, около 100 пострадали. Тип отравляющего вещества не упоминался, однако при вдыхании оно вызывало удушье, конвульсии и смерть.
Поскольку представители оппозиции обвинили в применении химического оружия правительство Сирии, правительство Сирии обратилось к ООН с просьбой провести расследование этого случая, однако ООН потребовала для своих экспертов неограниченный доступ в любую точку Сирии, включая военные и секретные объекты, и право на опрос свидетелей по своему усмотрению. На 6 апреля правительство Сирии на такие условия не согласилось. При этом, согласно ИноТВ, в попытке сорвать расследование инцидента руководство России, ранее поддержавшее обвинения правительства Сирии, обвинило ООН. В конце марта газета Sunday Times сообщила, что по результатам анализа проб почвы, контрабандно вывезенным из Алеппо, «причиной трагедии … стал новейший слезоточивый газ». В июне 2013 «Зарубежное военное обозрение», сообщило о расследовании[чьё?], в ходе которого было установлено, что боевики применили зарин.
- 2 апреля боевые столкновения имели место на востоке городского района Шейх-Масуд и к юго-востоку от города — в районе международного аэропорта[86].
- 9 июня правительственные войска и боевики «Хезболлы» начали массированное наступление на позиции повстанцев[87].

Ожесточённые бои продолжаются в районе Сахур, а также к северу от Алеппо.
Удерживаемая мятежниками часть Алеппо подверглась обстрелу баллистическими ракетами СКАД. Оппозиционные источники сообщили, что в результате обстрела «полностью снесены десятки жилых домов». Количество погибших при обстреле точно не установлено. Сообщается также о том, что сирийская армия выжигает поля к северу от Алеппо.
- 12 июня в результате организованной повстанцами засады, по данным оппозиции, были уничтожены не менее 40 правительственных солдат и бойцов «Хезболлы»[89].

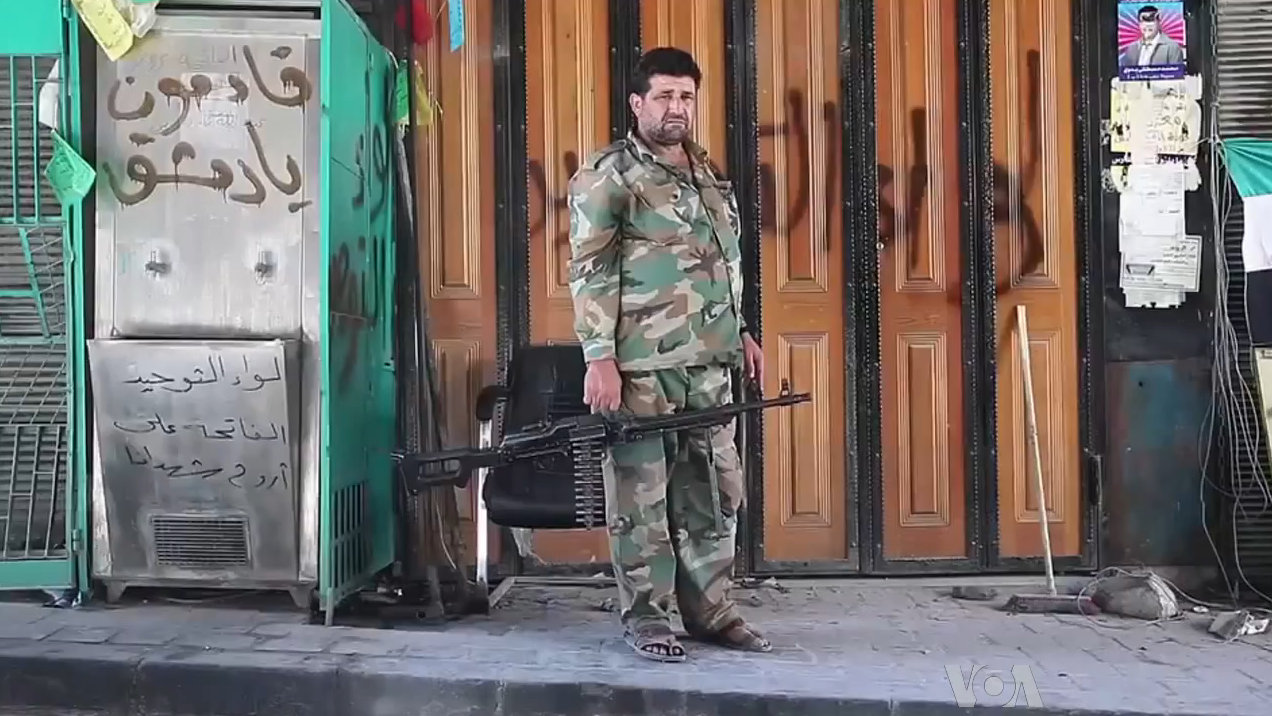
Солдат ССА на улице Алеппо

- 16 июня мятежники уничтожили танк и 20 правительственных солдат в пригороде к северо-западу от Алеппо. По утверждению командующего частями «Свободной сирийской армии» в Алеппо полковника аль-Окейди, наступающие в северной части города силы Асада и «Хезболлы» несут тяжёлые потери[90].

1 ноября правительственные войска овладели городом Сафира к юго-востоку от Алеппо, вытеснив оттуда части повстанческой Свободной Сирийской Армии. 11 ноября правительственные войска заняли города Тель-Хассель и Тель-Аран (между Алеппо и Сафирой).

### 2014 год

Соотношение сил в Алеппо на март 2014 года

- 5 января боевики из ИГИЛ потребовали, чтобы остальные повстанцы перестали оказывать ей сопротивление, в противном случае «Исламское государство» сдаст сирийским военным город Алеппо, за который бои идут уже несколько месяцев[93]. Исламисты казнили 50 пленников, в числе которых были врачи, члены гуманитарных миссий и журналисты.
- 11 января правительственные войска захватили зону Аль-Наккарин и холм Шейх-Юсуф и продвинулись в сторону промышленной зоны Алеппо. Согласно оппозиционным активистам, мятежники боялись потери промышленного района, который перережет их линии поставки из Турции.[94]
- 22 января в аэропорту города Алеппо состоялась посадка гражданского самолёта — впервые за год. Мятежникам несколько раз удавалось отбить ряд важных объектов поблизости от аэропорта. В ноябре 2013 года властям удалось оттеснить боевиков от территорий вокруг аэропорта и других зон.
- 6 февраля правительственные войска провели наступательные операции в восточных и южных кварталах Алеппо — Марджа, Мейсар и Суккари. В историческом центре города рядом со средневековой цитаделью освобождена площадь Мильх.
- 7 февраля сирийские военные отразили нападение боевиков «Джебхат-ан-Нусра» на центральную тюрьму Алеппо. Штурм тюрьмы совпал с контрнаступлением, объявленным формированиями «Исламского фронта» и «Джебхат ан-Нусра». Джихадисты призвали жителей западных кварталов Алеппо покинуть дома рядом с блокпостами сирийской армии[95].
- 14 февраля боевики взорвали в туннеле под зданием гостиницы «Carlton» в старом городе несколько мин. Убито 5 и ранено 18 человек[96].
- 18 февраля правительственные войска заняли северо-восточный пригород Шейх-Наджар, начав окружать группировку повстанцев в восточном Алеппо[97].
- 27 апреля боевики обстреляли несколько кварталов в Алеппо. Погибли 24 человека, ещё около 50 оказались ранены, передаёт ИТАР-ТАСС со ссылкой на заявление «Сирийского центра мониторинга за соблюдением прав человека».
- 8 мая в центре Алеппо боевики группировки «Исламский фронта» взорвали здание гостиницы «Carlton». Взрывчатка была заложена в тоннель под зданием. Повреждены и обрушились старинные постройки во всем прилегающем к гостинице квартале. погибло более 50 человек. Гостиницу Carlton силы безопасности Сирии использовали как свою базу[98].
- В ночь на 24 сентября авиация возглавляемой США международной коалиции нанесли серию ударов по объектам экстремистов в том числе в окрестностях Алеппо.
- 8 декабря. Ожесточённые бои развернулись у стен средневековой цитадели Алеппо. Боевики атаковали позиции сирийских военнослужащих в районе Большой Омейядской мечети. Это самые ожесточённые столкновения между правительственными силами и боевиками за последние 5 месяцев. Бои идут на фоне посреднических усилий спецпредставителя генсека ООН по Сирии Стаффана де Мистуры, который пытается добиться перемирия в расколотом войной мегаполисе.

Вооружённые вылазки и обстрелы западной части Алеппо последовали вслед за успешными операциями правительственных сил по окружению оппозиционных формирований на севере и востоке мегаполиса. Уличные бои развернулись в квартале Масакин-Ханану. Войска наступают в направлении площади Джандуль и пригорода Кастилло.
На западе города атаке боевиков подверглись блокпосты в районе Рашидин. Ракетно-миномётному обстрелу подверглись кварталы Эз-Захра, Мейсалун, Хамидия, Масакин-Сабиль, улица Нил и муниципальный дворец в старинной части города.
Боевики взорвали вырытый под торговыми рядами в квартале Хан-эш-Шуна заминированный туннель. В результате обрушились стены мечети Султания — уникального архитектурного памятника XIII века.

### 2015 год

Соотношение сил в октябре 2015 года

17 февраля правительственные войска прорвали блокаду городов Нубболь и Аль-Захра, расположенных к 30 км к северу от Алеппо. Основная группировка выдвинулась из села Сафат в сторону Хардетнина, Ратиана и Башкоя.
- 4 марта произошёл крупный взрыв у здания разведки ВВС Сирии в Алеппо.

Мятежники привели в действие взрывное устройство в туннеле, расположенном под зданием спецслужбы. погибло более 30 человек.
5 апреля сирийская оппозиция сбила Су-22 правительственных войск к югу от Алеппо.
- 7 июля в результате взрыва, прогремевшего на военном блокпосту погибли 25 человек. Взрывное устройство привёл в действие смертник из террористической группировки «Фронт ан-Нусра»[103].
- 9 июля. Вооружённые отряды предприняли попытку взять под контроль западные районы города, но были вынуждены отступить после сильного артиллерийского обстрела.

Стороны ведут позиционные бои.
- Ночью 12 июля в результате мощного взрыва туннеля в Старом городе сильно повреждена стена сирийской цитадели Алеппо, внесённая в список Всемирного наследия ЮНЕСКО[105].
- 16 сентября. Сорок человек погибли, более ста пятидесяти пострадали в результате обстрела террористами жилых кварталов города Алеппо. Об этом сообщает Франс-Пресс — со ссылкой на сирийских правозащитников[106].

14 октября ВКС России (Су-34) поразили цели (ремонтные мастерские повстанцев) в 13 км от Алеппо. Атака российской авиации предварила наступление правительственных войск в районе Алеппо. На стороне Асада в этой операции приняли участие экспедиционные корпуса из Ирана (Корпус Стражей Исламской революции) и Ливана (Хезболла). 16 октября сторонникам Асада удалось установить контроль над населёнными пунктами в 15 км к югу от Алеппо: Эль-Хадер, Хан-Туман, Абтин и Каддар.
25 октября правительственные войска начали наступление на заблокированный ИГ аэропорт Квайрес (в 45 км к востоку от Алеппо). 11 ноября правительственные войска Сирии при поддержке ВКС России разблокирован военный аэродром Квайрес.
30 ноября восточный фронт сирийской армии вплотную приблизился к населённому пункту Дейр-Хафир (под контролем ИГИЛ). Боевые действия также велись в районе Хан-Тумана (южный пригород Алеппо), а также в черте города (кварталы Шейх-Максуд на севере и Рамусе на юго-западе).

### 2016 год
В феврале 2016 года сирийская армия в ходе успешного наступления окружила Алеппо с севера, отрезав боевиков в городе от снабжения со стороны турецкой границы.
4 июня боевики из группировок Фронт ан-Нусра и Ахрар аш-Шам атаковали курдский район Шейх-Максуд на севере Алеппо. В ходе боёв погибло до 40 человек. Летом 2016 года правительственные силы сосредоточились на окружении повстанцев, осевших в восточном Алеппо; в результате 26 июля правительственные войска замкнули кольцо вокруг группировки повстанцев в восточной части города, заняв промзону Ларамун.

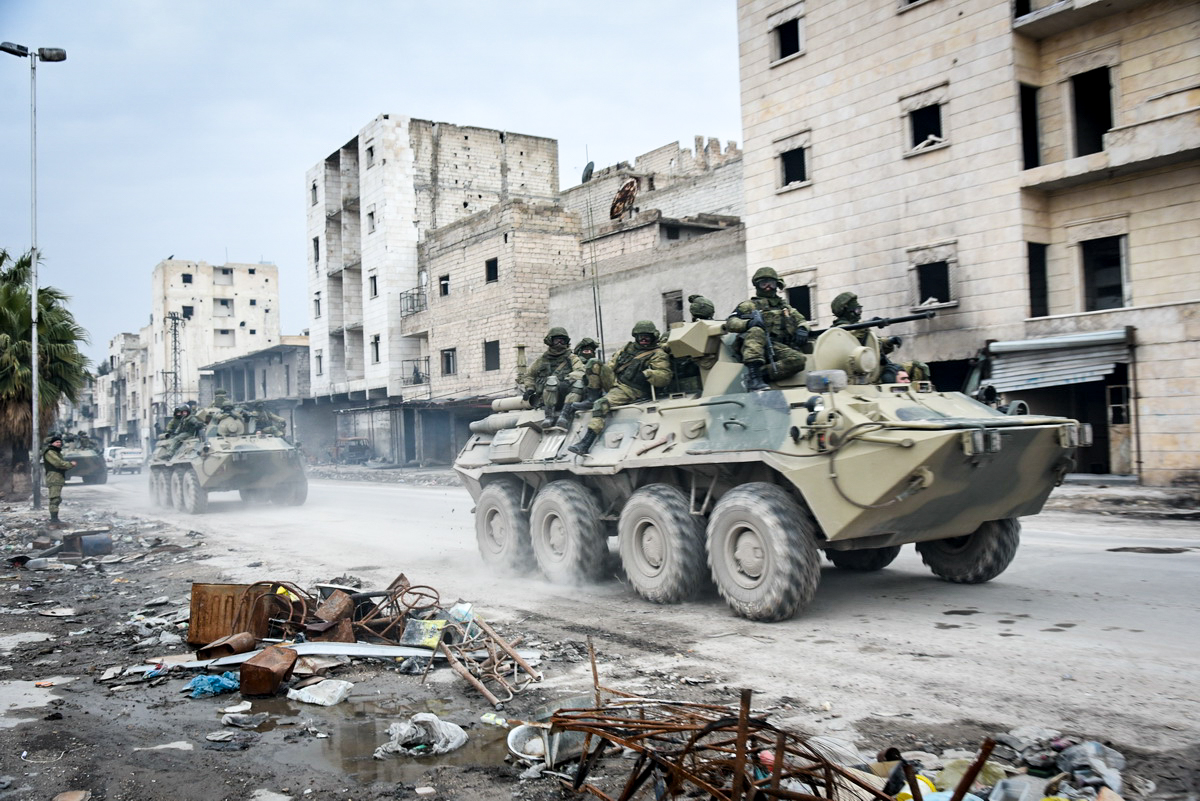
Российские сапёры на улицах Алеппо

28 июля Россия вместе с сирийскими властями начала гуманитарную операцию в Алеппо. Было открыто три гуманитарных коридора для гражданского населения, четвёртый — для выхода боевиков.
28 июля сирийская армия заняла лагерь палестинских беженцев Хандарат к северу от города.
Перемирие в Сирии продолжалось с 12 сентября по 19 сентября. Вечером 19 сентября произошёл обстрел гуманитарного конвоя под Алеппо — жертвами стали 21 человек. Обвинив в эскалации конфликта оппозицию, 22 сентября правительственная армия начала масштабное наступление в городе[прояснить].
1 октября Минобороны России была организована гуманитарная пауза (воздушные удары были прекращены за два дня до этого). Позже, Москва по согласованию с Дамаском, приняла решение продлить гуманитарную паузу на сутки.
21 октября — гуманитарная пауза с 08:00 до 19:00 по местному времени (воздушные удары были прекращены за два дня до этого), Минобороны России организовало видеотрансляцию эвакуации из Алеппо. ООН заявила, что не смогла начать гуманитарную операцию в Алеппо, так как не получила разрешения на медэвакуацию от всех сторон конфликта. Москва, по согласованию с Дамаском, приняла решение продлить гуманитарную паузу на сутки.
31 октября сообщалось о боях в Алеппо: боевики, сосредоточившись в районах Хан-Туман и Кафр-Хамра, вели наступление с целью деблокирования восточного Алеппо.
Далее см.: Наступление в Алеппо (ноябрь — декабрь 2016)

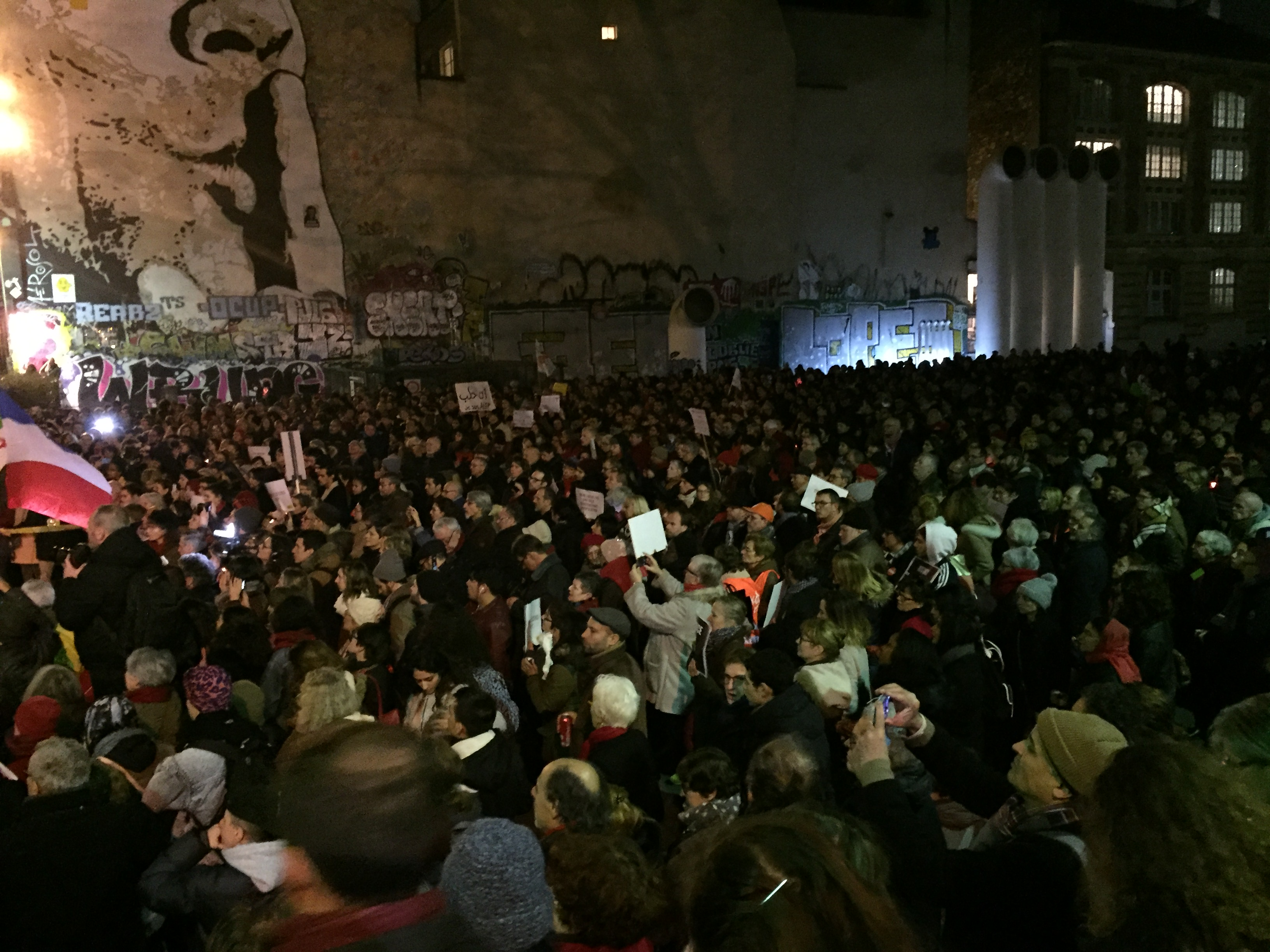
Антивоенные демонстрации, Париж,
вечер 14 декабря 2016 года

В ходе наступления 26-28 ноября Сирийская арабская армия захватила район Сакхур и близлежащие районы, тем самым сократив контролируемую террористами в Восточном Алеппо территорию на треть. 29 ноября сирийская арабская армия (САА) вернула контроль над северо-восточной частью Алеппо. 3 декабря боевики сбили в небе над восточным Алеппо правительственный самолёт L-39.
5 декабря был обстрелян мобильный госпиталь Минобороны России в Алеппо. Погибли две медсестры, был тяжело ранен главный педиатр Минобороны России. 7 декабря в Алеппо погиб российский военный советник, полковник Руслан Галицкий.
15 ноября 2016 года, при поддержке массированных российских авиационных и ракетных ударов, сирийская армия начала финальное наступление по захвату оставшейся (восточной) части города, через месяц приведшее к коллапсу обороны боевиков и переходу города под контроль правительства.
11 декабря стало известно, что под контролем правительства Сирии находится 96 % территории Алеппо. 12 декабря 2016 года сирийская армия приступила к подавлению последних очагов сопротивления в Алеппо. 13 декабря 2016 года DW со ссылкой на Reuters сообщило о капитуляции повстанцев в восточном Алеппо.
15 декабря 2016 года Алеппо был полностью занят Сирийской Арабской Армией, однако спорадические бои в черте города продолжались. Только к вечеру 22 декабря город был окончательно освобождён от боевиков.
В то же время район Шейх-Максуд остался под контролем курдских формирований. К 22 декабря все оставшиеся в городе представители повстанческих группировок были эвакуированы по согласованию с правительством.

## Последствия

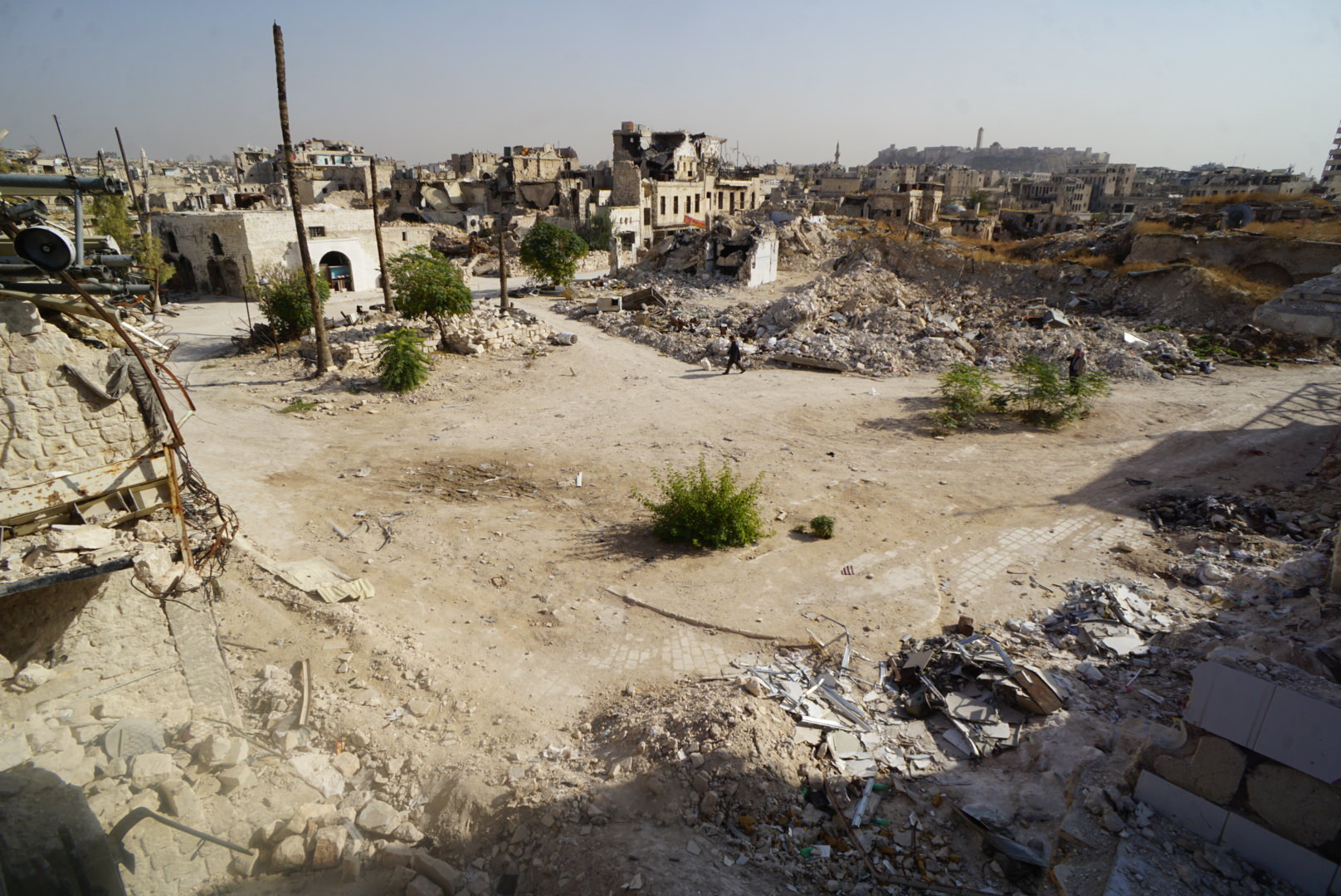
Площадь Аль-Хатаб. 2017 год

Результатом боевых действий, диверсий и терактов стали серьёзные разрушения в городе. Исторический центр города, входящий в список объектов Всемирного наследия ЮНЕСКО, получил серьёзные повреждения. Согласно оценке Учебного и научно-исследовательского института Организации Объединённых Наций из 210 объектов всемирного наследия 22 были разрушены полностью, а 48 получили серьёзные повреждения.
Около 70—80 % разрушений приходится на восточную часть города, которая длительное время удерживалась повстанцами и подвергалась бомбардировкам правительственных и российских войск.

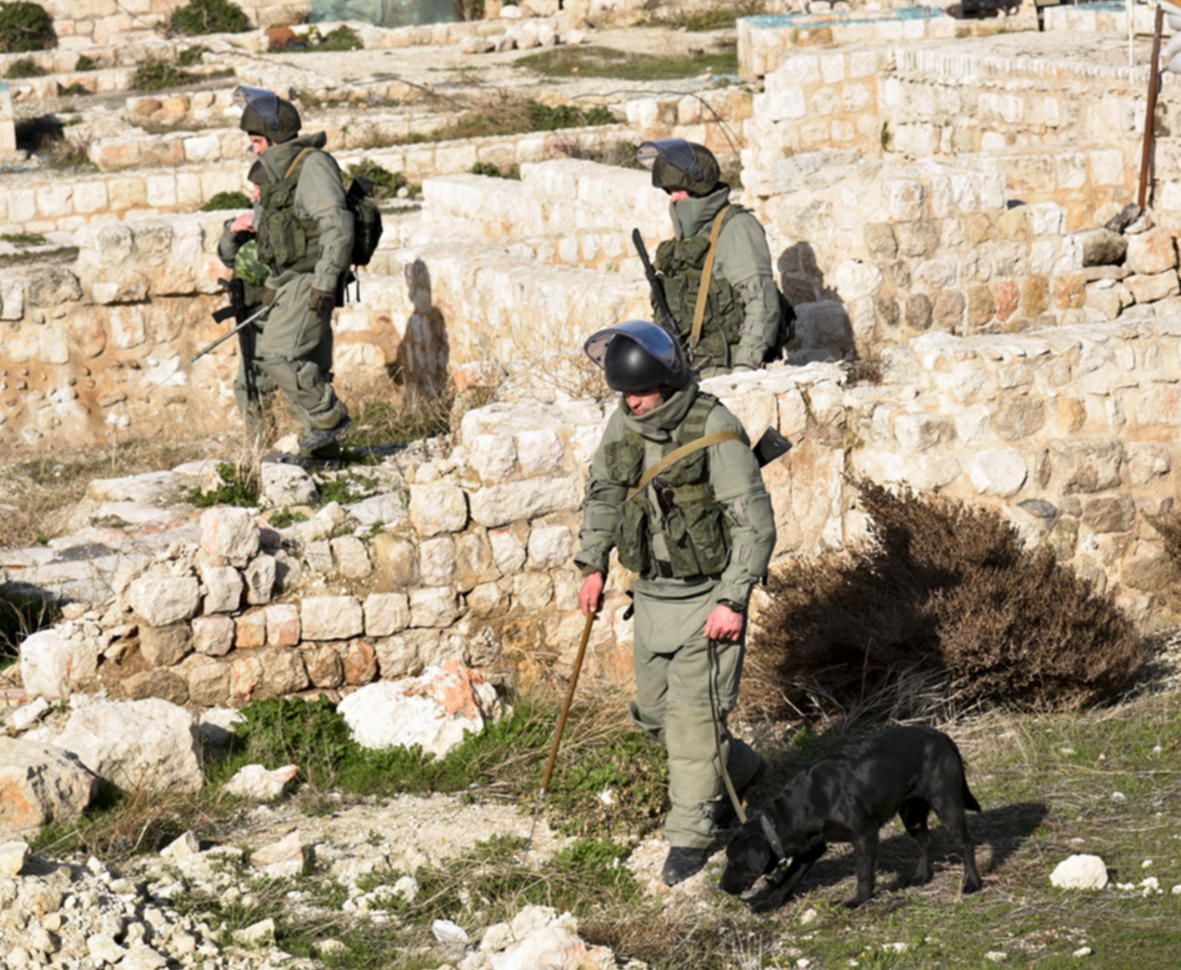
Разминирование российскими сапёрами исторической Цитадели древней крепости Алеппо. Январь 2017 года

В начале августа 2012 года западные журналисты отмечали, что солдаты ССА целенаправленно проламывают стены зданий с целью создания амбразур для ведения стрельбы и протяжённых ходов для скрытного перемещения своих сил в городских кварталах. 28 августа 2012 вооружённые формирования оппозиции разгромили протестантский колледж в Алеппо, а 8 сентября вывели из строя две линии водоснабжения, которые обеспечивали водой районы аль-Мидан, аль-Азизия и ас-Сулеймания. В конце августа 2012 вооружённые лица разграбили резиденцию мелькитского архиепископа Алеппо Жана-Клемана Жанбара (Jean-Clement Jeanbart), двери резиденции были взломаны, имущество похищено. Как сообщил католический священник Абу Хазен, вооружённые люди вторглись также в резиденцию маронитского архиепископа Алеппо и христианский музей Мааррат Нахман, где уничтожили несколько икон и археологических объектов.
В конце сентября 2012 года был разрушен сук Аль-Мадина, более 500 магазинов которого были подожжены. Некоторые владельцы магазинов заявили о том, что магазины были подожжены правительственными войсками при их отступлении из района Старого города. В результате, во многих кварталах города начались пожары, тушение которых было затруднено, так как в город была прекращена централизованная подача воды.
6 ноября 2012 года повстанцы взорвали евангелистскую церковь в старом квартале района аль-Джадид. 5 декабря 2012 они атаковали газовую ТЭС, что привело к прекращению подачи электроэнергии в нескольких районах города.
10 января 2013 года МИД Сирии направил послание в Совет Безопасности ООН, в котором уведомил международное сообщество о разграблении около 1000 фабрик и предприятий в Алеппо. Оборудование и товары были незаконно вывезены затем на территорию Турции. Постоянный представитель Сирии при ООН Башар Джафари сообщил, что на территорию Турции из города Алеппо были незаконно вывезены 1,5 тыс. единиц фармацевтического и промышленного оборудования и обвинил власти Турции в экономическом терроризме. В конце февраля 2013 были подорвана стена и минарет Великой мечети — памятника средневековой архитектуры. Согласно сирийским и российским правительственным СМИ, мечеть подорвали повстанцы с целью выйти из окружения. Согласно иным источникам, мечеть была разрушена при наступлении правительственных войск, подвергших её артиллерийскому и танковому огню. Национальная коалиция сирийской оппозиции обвинила правительственные войска в разрушении объекта всемирного наследия. К началу марта 2013 года в результате боевых действий, диверсий и терактов в городе были полностью разрушены 40 тыс. жилых домов, свыше 1000 школ и 52 мечети, повреждены ещё 180 тыс. зданий, выведены из строя электросети и водопровод, общий ущерб составил 2,5 млрд долларов США. В ходе наступления правительственные войска Сирии подвергли артиллерийской бомбардировке Цитадель Алеппо, что привело к серьёзным разрушениям. Согласно различным свидетельствам, сирийскими правительственными войсками использовались бочковые бомбы.
C сентября 2016 года город стал регулярно подвергаться воздушным бомбардировкам со стороны российских ВКС, что вызвало серьёзную критику со стороны правозащитных организаций и международного сообщества.
Пресс-секретарь управления Верховного комиссара ООН по правам человека Равина Шамдасани отмечала «беспрецедентное количество атак» по больницам, школам, рынкам и другим объектам инфраструктуры.
Верховный комиссар ООН по правам человека Зейд аль-Хуссейн назвал действия сирийских проправительственных войск и российские авиаудары «преступлениями исторического масштаба».
Вооружённые действия стали причиной резкого сокращения населения (с 2 млн в 2012 году до 300 тыс. в 2016)).
Особенно большие потери мирных жителей произошли во время освобождения Алеппо.
9 февраля ООН предупредила об угрозе массового голода из-за получения правительственными войсками полного контроля над снабжением Алеппо, с помощью которого они могут перестать пускать продовольствие (что уже применялось в городе Мадайя).
Представитель международной правозащитной организации Human Rights Watch подверг критике заявления сирийского и российского правительств об «освобождении Алеппо»; по его словам, употреблять подобные выражения в данной ситуации неуместно: 
Представляется, что такое слово неуместно, когда тысячи мирных жителей подвергаются бомбардировкам или умирают от голода из-за таких освободителей. Восточные районы Алеппо контролировались оппозиционными вооружёнными группировками четыре года, и в отместку сирийское правительство бомбило гражданские объекты, включая школы и больницы, применяя неизбирательное оружие, а потом к ним присоединились российские ВВС. Русские наносили неизбирательные удары по мирным жителям. Подобные вещи называются нарушениями законов ведения войны, если не военными преступлениями, и уж никак не освобождением.
По различным подсчётам, в ходе боёв за Алеппо погибли от 21 452 до 31 277 человек.
По данным мониторинговой организации SNHR свыше 600 гражданских было убито в результате российских бомбардировок Алеппо.

### Гибель российских военных медиков и военного советника
5 декабря в результате артобстрела медицинского городка мобильного госпиталя Минобороны в сирийском Алеппо во время приёма местных жителей погибли два российских военных медика Надежда Дураченко и Галина Михайлова.

Министерство обороны также сообщило, что в ходе операции по освобождению восточного Алеппо погиб военный советник полковник Руслан Галицкий.

«Вы знаете, 5 декабря на своем посту погибли медики военного госпиталя — сержанты Надежда Владимировна Дураченко и Галина Викторовна Михайлова», … А вчера в Сирии после тяжелого ранения, полученного накануне в результате обстрела террористов, скончался полковник Руслан Викторович Галицкий"…. Рискуя своей жизнью, российские военнослужащие делают все, чтобы помочь сирийской армии в борьбе с террористами…. Почтим их память минутой молчания"— Президент Российской Федерации В.В. Путин